# 海德M2衝鋒槍
海德—茵藍德M2由馬林公司根據美國陸軍1942年四月發布的標準設計生產，使用.45 ACP彈藥（湯姆森衝鋒槍的20/30發彈匣），射速大約525發/分。該槍根據設計師喬治J. 海德的名字命名。根據軍火委員會1942年五月的報告，M2在重量上輕於現役的M1湯姆森5%，而在成本上減少了90%（M2海德的造價是每支36.76美金）。使用了當時還很罕見的鍛造粉末金屬技術以及大量的沖壓件，儘管不像斯登那麼簡單，也不像M1那麼複雜。
現在仍可以實彈發射的M2衝鋒槍只剩兩把，剩下大部分的大多已壞掉或不能發射。

## 簡介
在測試中，這支槍創下了當時自動武器精準度的紀錄以及完美的故障處理，據報在實驗中世射了2640發.45彈藥，只有兩發報告故障。最嚴重的問題是送到軍火委員會的6支樣槍中，兩支採用鍛造粉末金屬零件的樣槍在測試中出現了裂痕，導致委員會對這種武器的品質極為不滿。
而最大的麻煩就是馬林公司沒有能力進行生產足夠的衝鋒槍。根據陸軍軍火委員會的報告，美國陸軍向馬林公司下了165,000萬支M2衝鋒槍的訂單，但是生產過程中卻麻煩不斷。分件承包商沒有及時交貨，送到的零件又不符合標準，結果第一批樣槍在1943年五月才送到阿伯丁，晚了M3衝鋒槍五個月。最終結果是當M3已經在流水線生產時，M2還在忙著完成設計。 1943年六月，軍火委員會宣布放棄這個計畫。

## 設計
儘管被描述成一把衝鋒槍，萊辛式實際上被設計成了一種擁有全自動設計能力的輕型半自動卡賓槍。萊辛有3個版本：M50，M55和僅有半自動的M60。
M50和M55有幾處不同，最明顯的一處是M55上的那個不結實的鐵絲結構槍托。後期型號也取消了消焰帽並簡化了內部結構，也降低了射速使該槍得以更輕更短。 M55作為陸戰隊傘兵和坦克手的武器，M60是作為警用半自動卡賓槍設計的。

## 發展歷史
萊辛之所以能夠服役主要是因為當時能否提供充足的湯普森衝鋒槍還是個未知數。在試驗場上萊辛式擊敗了許多其它樣槍。它輕巧而且準確，這要歸功於它更合適的槍托和良好的閉栓設計。實際上，萊辛的火力因為其20發彈容，受限更大。
二戰期間，大量M50萊辛被送到了太平洋戰區的文職人員手中並在所羅門群島戰役，包括瓜島。更多的則作為海軍陸戰隊的軍官和軍士的輕型卡賓槍使用，因為M1卡賓槍尚未廣泛列裝。儘管湯姆森衝鋒槍當時供應充足，但是由於過度笨重，不適合叢林戰使用，所以供應量還是很小。
海軍陸戰隊空降兵裝備了折疊槍託的M55，但是由於該槍過於脆弱的槍托（射擊時有折斷的可能），很快就落下個壞名聲。
不幸的是，萊辛式衝鋒槍並不適合所羅門群島殘酷的戰鬥情況，保持武器清潔在那裡是十分困難的，儘管萊辛比湯姆森更準確，尤其在使用半自動設計模式時，但卻有卡殼的傾向。這部分要歸咎於萊辛衝鋒槍過於複雜的閉鎖設計。槍機設計使用了一套複雜的槓桿系統來釋放撞針，這種設計很容易在雨林的氣候下生鏽。萊辛式衝鋒槍很快就得到了可靠性差的壞名聲。根據報告，許多陸戰隊士兵丟掉自己的萊辛式衝鋒槍，然後用其它任何他們找得到的武器戰鬥，據報一位軍士甚至在禁閉室裡“打老鼠”時砸爛了自己萊辛式衝鋒槍的槍托！梅爾提.艾德森中校，一位海軍陸戰隊突擊營的營長，命令士兵們把所有該營裝備的萊辛式衝鋒槍都丟進河裡，這樣他的士兵就可以換裝更好的槍。
當海軍陸戰隊已經表示出不願接受萊辛式衝鋒槍，並且更多的.30卡賓槍已經裝備了部隊。美國政F將部分萊辛式衝鋒槍轉讓給了OSS和其它國家政F（以《租借法案》的形式）其它很多被轉讓給世界各地的反法西斯抵抗組織。許多萊辛式衝鋒槍（特別是M60）被轉讓給執法機構如美國警衛隊用來保衛工廠、橋樑和其它戰略要地。在那裡他們服務的相當成功。

## 外部連結
- Springfield Armory Collection: M2 submachine gun[]
- The Unofficial Tommy Gun Page - Obsolescence （页面存档备份，存于）
- . .   [2005-09-07]. （原始内容存档于8 May 2013）.
- The Great Arsenal of Democracy的存檔，存档日期July 18, 2011，.